# Real Academia de Bellas Artes de San Fernando
Real Academia de Bellas Artes de San Fernando er en kunstnerskole og kunstmuseum i Madrid i Spanien. Skolen blev oprettet i 1752 og fra 1986 huser bygningen ligeledes et kunstmuseum med en række værker af store kunstnere. 
Den første som blev uddannet fra skolen var Bárbara María Hueva.
Blandt skolens studenter kan nævnes Felip Pedrell, Pablo Picasso, Kiko Argüello, Remedios Varo, Salvador Dalí, Antonio López García, Juan Luna, Oscar de la Renta og Fernando Botero.

## Kunstsamling
Real Academia de Bellas Artes de San Fernando er også et museum og et galleri med en malerier fra det 15. til det 20. århundrede bestående af værker fra blandt andet: Hans Müelich, Arcimboldo, Giovanni Bellini, Juan de Juanes, Antonio Allegri da Correggio, Luis de Morales, Martin de Vos, Marinus van Reymerswaele, Otto Van Veen, Leandro Bassano, il Cavaliere d'Arpino, Guido Reni, Rubens, Domenichino, Jan Janssens, Giovanni Battista Beinaschi, Bartolomeo Cavarozzi, Daniel Seghers, José de Ribera Andrea Vaccaro, Jacob Jordaens, Pieter Boel, Claudio Coello, Juan Van der Hamen y León, Van Dyck, Pieter Claesz, Antonio de Pereda, Diego Velázquez, Margherita Caffi, Carreño de Miranda, Paul de Vos, Alonso Cano, Zurbarán, Murillo, Francesco Battaglioli, Jean Ranc, Jacopo Amigoni, Agostino Masucci, Fragonard, Corrado Giaquinto, Domenico Tiepolo, Alessandro Magnasco, Pompeo Battoni, Antonio Joli, Luis Paret y Alcázar, Mengs, Goya, Giuseppe Pirovani (et sjældent Portræt af George Washington), Joaquín Sorolla, Ignacio Zuloaga, Juan Gris, Pablo Serraóo, Fernando Zobel, Lorenzo Quiros, med flere.

### Udvalgte værker
- La primavera, Giuseppe Arcimboldo (1563)[4]
- San Jerónimo, El Greco (circa 1605–1610)[5]
- La Última Cena, copy of Tintoretto by Diego Velázquez (1629?)[6]
- Asunción de la Magdalena, José de Ribera (1636)[7]
- Venus, Mercurio y el Amor, Louis Michel van Loo (1748)[8]
- Retrato de la marquesa de Llano, Anton Raphael Mengs (1770)[9]
- La tirana, Francisco de Goya (cirka 1792)[10]
- Entierro de la Sardina, Francisco de Goya (cirka 1812)
- Retrato de Isabel II, Federico de Madrazo (1844)[11]
- Frutero y periódico, Juan Gris (1920)[12]